# 稲毛健太
稲毛 健太（いなけ けんた、1989年6月28日 - ）は、和歌山県田辺市出身の競輪選手。日本競輪選手会和歌山支部長、ホームバンクは和歌山競輪場。日本競輪学校（当時。以下、競輪学校）第97期生。師匠は西野卓也（44期）。弟は同じく競輪選手の稲毛知也。弟子は吉川美穂（120期）がいる。

## 来歴
中学生の頃から陸上競技をはじめ、和歌山県立和歌山北高等学校に進学してからも円盤投の選手として陸上に取り組んでいた。ところが、同校自転車競技部の顧問から自転車競技部への入部を勧誘されていた縁もあり、試しにトレーニングマシンで計測したところ、筋力や持久力について部員よりも高い数値をマークした。このことがきっかけとなり、高校卒業後に競輪選手を志すようになった。競輪学校には1回の受験で合格。在校競走成績は28位（9勝）。

## 主な実績
2010年
- 1月13日、ホームバンクの和歌山競輪場でデビューし初勝利。さらに後2日間も勝ち、デビュー場所で完全優勝を果たした。

2011年
- トラックレース全日本選手権・1㎞タイムトライアル（1㎞TT） 2位

2012年
- トラックレース全日本選手権
  -  1㎞TT 優勝。
  -  チームスプリント 優勝（+ 坂本貴史、河端朋之）。
- トラックワールドカップ・カリ大会のチームスプリントで2位（+ 坂本貴史、河端朋之）

2013年
- アジア選手権
  - 1㎞タイムトライアル 2位
  - チームスプリント 3位